# 安城市立安城西中学校
安城市立安城西中学校（あんじょうしりつ あんじょうにしちゅうがっこう）は、愛知県安城市福釜町にある公立中学校。

## 概要
- 安城市立高棚小学校校区、安城市立安城西部小学校校区の一部、安城市立三河安城小学校校区の一部、安城市立二本木小学校校区の一部、安城市立丈山小学校校区の一部のの生徒が通学する[1]。

## 沿革
- 1959年（昭和34年）4月 - 安城市の3番目の中学校として、安城市立安城北中学校、安城市立安城南中学校から分離し開校。校舎は安城市で初めての鉄筋コンクリート造校舎。
- 1983年（昭和58年）4月 - 安城市立篠目中学校を分離する。

## 交通アクセス
- あんくるバス高棚線「西中学校」バス停より徒歩約3分。

## 周辺施設
- 愛知県立安城高等学校
- 安城市立安城西部小学校
- 安城市立三河安城小学校
- 安城市立高棚小学校
- JAあいち中央安城西
- 衣浦東部広域連合消防局安城消防署西出張所
- 安城浄水場
- 安城市西部福祉センター
- デンソー高棚製作所
- 安城市西部公民館